# Wojciech Szczęsny
Wojciech Tomasz Szczęsny (AFI: [ˈvɔjt͡ɕɛx ˈtɔmaʂ ˈʂt͡ʂɛ̃snɨ]; Varsavia, 18 aprile 1990) è un calciatore polacco, portiere del Barcellona.

## Biografia
Soprannominato Tek o Tech, dall'abbreviazione della pronuncia del suo nome di battesimo – «Nessuno mi chiama Wojciech. In Polonia mi chiamano Wojtech, che è la giusta pronuncia. Poi l'ho detto a un mio amico in Inghilterra: e da allora tutti mi chiamano Tech» –, è figlio di Maciej Szczęsny, anch'egli a suo tempo portiere della nazionale polacca.
Nel maggio 2016 ha sposato l'attrice polacca Marina Łuczenko, da cui ha avuto due figli.

## Caratteristiche tecniche

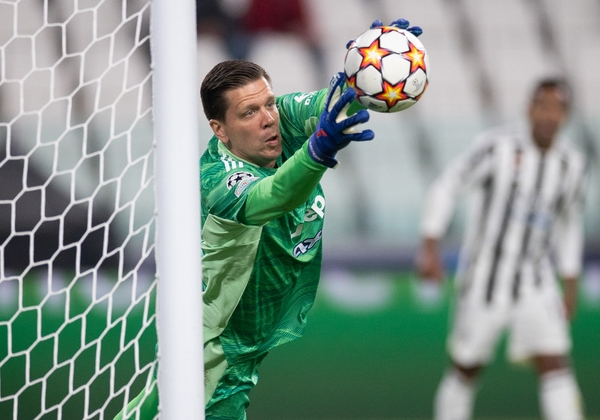
Szczęsny effettua una parata per la Juventus durante una partita di UEFA Champions League del 2021

Portiere poco appariscente ma efficace, dispone di buoni riflessi ed è valido nel posizionarsi tra i pali. Abile nel leggere l'azione e nell'allungarsi in tuffo, è pulito negli interventi, reattivo e agile nell'andare a terra. Abile in uscita, blocca pochi palloni preferendo respingere (sia sui cross che sui tiri).
Dotato di ottima personalità, è forte nelle uscite a muro, come la spaccata e la croce iberica: di base, se si trova vicino al pallone, l’obiettivo è aumentare il volume corporeo mantenendo il busto il più possibile eretto per coprire lo specchio della porta, mentre se è più lontano prova ad attaccare la palla allungandosi in tuffo con le braccia protese in avanti, in modo da diminuire la distanza dall’avversario con un intervento più tempestivo.
Nel corso della propria carriera ha migliorato anche le sue abilità nel gioco coi piedi.

## Carriera

### Club

#### Gli inizi, Arsenal e Brentford
Dopo gli esordi in patria nelle giovanili del Legia Varsavia, approda nel vivaio dell'Arsenal dove prosegue la sua crescita tra le giovanili e la squadra riserve. Fa la sua prima apparizione sulla panchina della prima squadra il 24 maggio 2009, in occasione della gara di Premier League contro lo Stoke City, quindi all'inizio della stagione 2009-2010 viene promosso in prima squadra. Il 22 settembre 2009 esordisce in Coppa di Lega inglese, contro il West Bromwich, senza subire reti. Nel novembre dello stesso anno viene mandato in prestito al Brentford, dove rimane per il resto della stagione.

#### Ritorno all'Arsenal
Fatto ritorno ai Gunners, il 13 dicembre 2010 esordisce in Premier League contro il Manchester Utd all'Old Trafford (1-0). Il 16 febbraio 2011 gioca la prima partita in Champions League nell'importante incontro Arsenal-Barcellona (2-1). L'8 marzo dello stesso anno disputa il ritorno degli ottavi di Champions a Barcellona, ma al 18' è costretto a uscire per un infortunio alla mano dopo aver parato un tiro da fuori area di Dani Alves: esce sul risultato di 0-0; l'Arsenal perderà poi 3-1 e verrà eliminato dalla competizione. Chiude la stagione con 15 partite disputate in campionato e con i Gunners al quarto posto.
Inizia la stagione seguente parando un calcio di rigore ad Antonio Di Natale, il 24 agosto 2011, nella partita di ritorno dei preliminari di Champions League vinta per 2-1 sul campo dell'Udinese; grazie anche all'1-0 dell'andata, la sua squadra si qualifica alla fase a gironi. Il 28 agosto l'Arsenal viene battuto per 8-2 dal Manchester United all'Old Trafford: per effetto di questo risultato, suo malgrado Szczęsny diventa il primo portiere dei Gunners, dopo 115 anni, a subire 8 gol in una singola partita. Nonostante ciò, disputa tutte le partite di campionato, in cui l'Arsenal raggiunge la terza posizione.

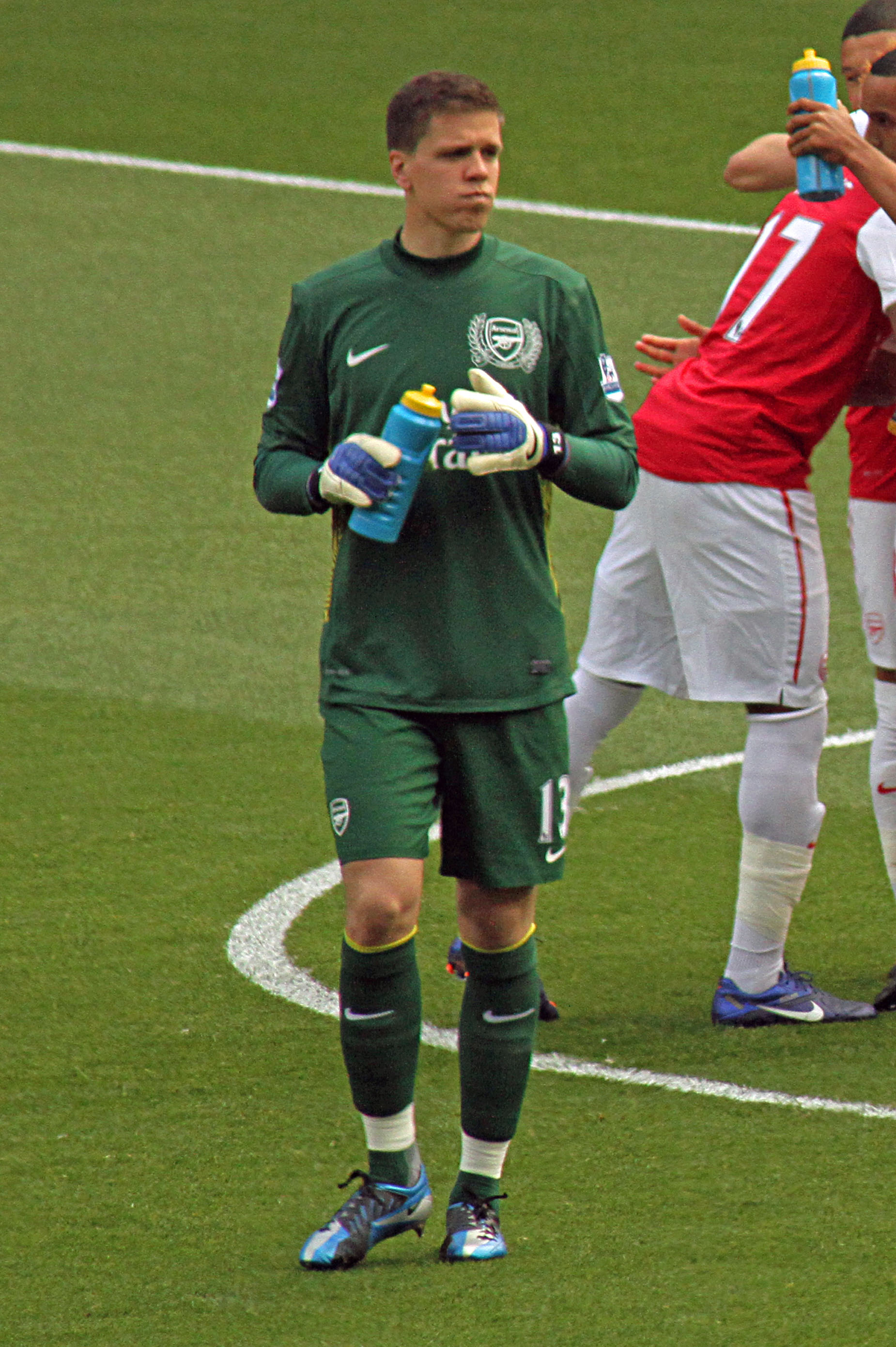
Szczęsny all'Arsenal nel 2012

Durante la stagione 2013-2014 diventa il portiere titolare della squadra, davanti a Łukasz Fabiański ed Emiliano Viviano, anche grazie alle sue prestazioni di alto livello. Il 17 agosto 2013, in occasione della prima giornata di Premier League contro l'Aston Villa, para un rigore a Christian Benteke, che poi sulla ribattuta riesce comunque a ribadire in rete la palla portando il risultato sull'1-1; la partita finirà poi 1-3 per i Villans. Il 18 gennaio 2014, nella partita vinta per 2-0 in casa contro il Fulham, raggiunge quota 100 presenze in Premier League con la maglia dell'Arsenal. Il 19 febbraio 2014, in occasione della gara di andata degli ottavi di finale di Champions League giocata all'Emirates Stadium contro il Bayern Monaco, finita 2-0 per i bavaresi, al 38' riceve la sua prima espulsione nel torneo per un fallo commesso su Arjen Robben in area di rigore; David Alaba fallirà la trasformazione.
La stagione seguente, ovvero 2014-2015, gioca anche qui titolare fino alla ventesima giornata di campionato; infatti qui l'Arsenal disputò il match contro il Southampton, perso 2-0 ai danni dei Gunners; durante il post-gara le telecamere del St. Mary's Stadium riprendono il portiere polacco che fa uso di alcool e fumo. Successivamente Szczęsny viene ammonito con una multa di 26.000 sterline più la non presenza nel match successivo, infatti la partita seguente giocò al suo posto Ospina, che con migliori prestazioni gli soffia la titolarità; così Szczęsny si accomoda in panchina non disputando più nessun'altra presenza in campionato con la maglia dei Gunners. Ciononostante scende in campo nella finale di FA Cup vinta per 4-0 contro l'Aston Villa. In quest'ultima stagione il portiere polacco disputa 17 gare con 21 reti subite in campionato.

#### Roma
Il 29 luglio 2015 viene ufficializzato il suo trasferimento alla Roma con la formula del prestito. Il successivo 22 agosto fa il suo esordio ufficiale nel match pareggiato 1-1 contro il Verona. Autore di prestazioni complessivamente buone seppur altalenanti, conclude la prima stagione in maglia giallorossa con 34 presenze e 34 gol subiti in campionato e con 8 presenze e 20 gol subiti in Champions League.
Il 4 agosto 2016 la Roma ufficializza il rinnovo del prestito fino al termine della stagione sportiva seguente. Conclude la sua seconda annata capitolina con 38 presenze e 38 gol subiti in campionato, mantenendo la porta inviolata in 14 occasioni – record stagionale – e segnalandosi tra i migliori portieri della Serie A; nelle coppe gioca solo una partita, subendo 3 gol nella sconfitta contro il Porto valida per i preliminari di Champions League, poiché il tecnico Spalletti preferisce dare spazio al portiere brasiliano Alisson Becker.

#### Juventus

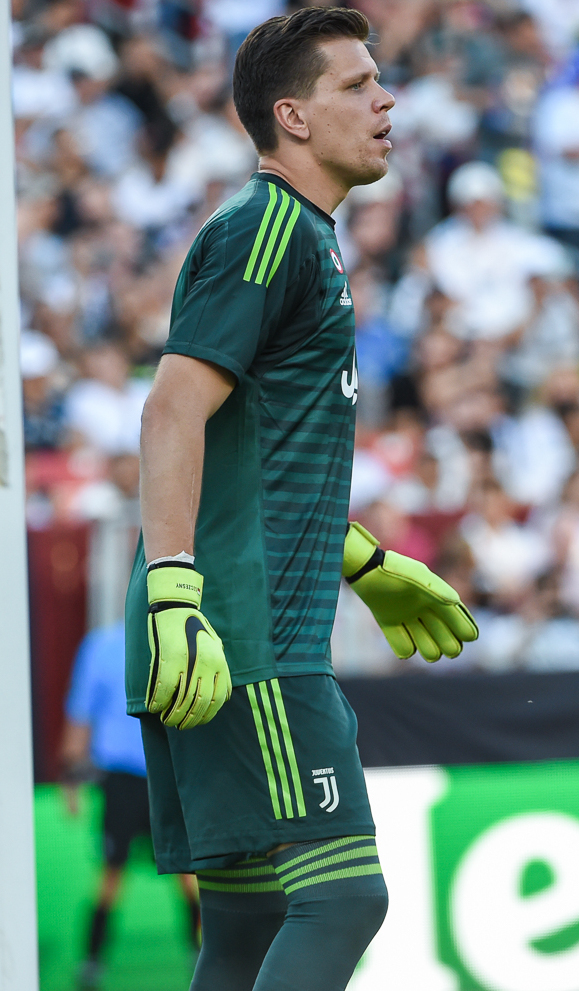
Szczęsny alla Juventus nel 2018

Dopo la fine del prestito romanista, nell'estate 2017 Szczęsny fa inizialmente ritorno all'Arsenal, per poi tornare in Serie A nella stessa sessione di mercato, acquistato a titolo definitivo dalla Juventus per circa 12 milioni di euro.
Approdato a Torino come erede designato dello storico numero uno Gianluigi Buffon, il quale è destinato a dare l'addio ai colori bianconeri l'anno successivo, per la stagione 2017-2018 il polacco va formalmente a occupare la casella di dodicesimo della squadra. Esordisce con la Juventus il 9 settembre 2017, a 27 anni, giocando titolare nella partita di campionato contro il Chievo vinta 3-0 all'Allianz Stadium; il 5 dicembre esordisce anche in Champions League con la maglia bianconera, nella vittoriosa trasferta contro i greci dell'Olympiacos (risultato finale di 2-0 per i torinesi), ultimo match della fase a gironi. Chiamato in causa con buona frequenza nonostante il ruolo di riserva, offre un rendimento convincente, grazie al quale nel gennaio 2018 batte il record di clean sheet nel minor numero di partite (nel suo caso 10 in 14 presenze). Al termine della sua prima stagione in bianconero, conquista il suo primo scudetto e la sua prima Coppa Italia.
Nella stagione 2018-2019 sostituisce definitivamente Buffon (nel frattempo accasatosi al Paris Saint-Germain) come portiere titolare della Juventus. Durante la stagione totalizza 41 presenze, subendo soltanto 32 reti e contribuendo alle vittorie della Supercoppa italiana, la prima della carriera per il polacco, e del secondo scudetto consecutivo.
Nella sua terza stagione in bianconero, nonostante il ritorno di Buffon, si conferma come il portiere titolare e sforna prestazioni convincenti, consacrandosi come uno dei migliori portieri della sua generazione. A fine stagione, conquista il suo terzo scudetto consecutivo, viene eletto miglior portiere del campionato, secondo la Lega Nazionale Professionisti e vince il Premio Lega Serie A come miglior portiere.
Il 28 febbraio 2023, in occasione del derby casalingo vinto 4-2 sul Torino, il portiere raggiunge le 200 presenze in maglia juventina.
Rimane a Torino, giocando sempre come titolare, fino all'estate 2024, quando risolve il contratto; a sostituirlo come titolare tra i pali della porta bianconera arriverà Michele Di Gregorio.

#### Barcellona

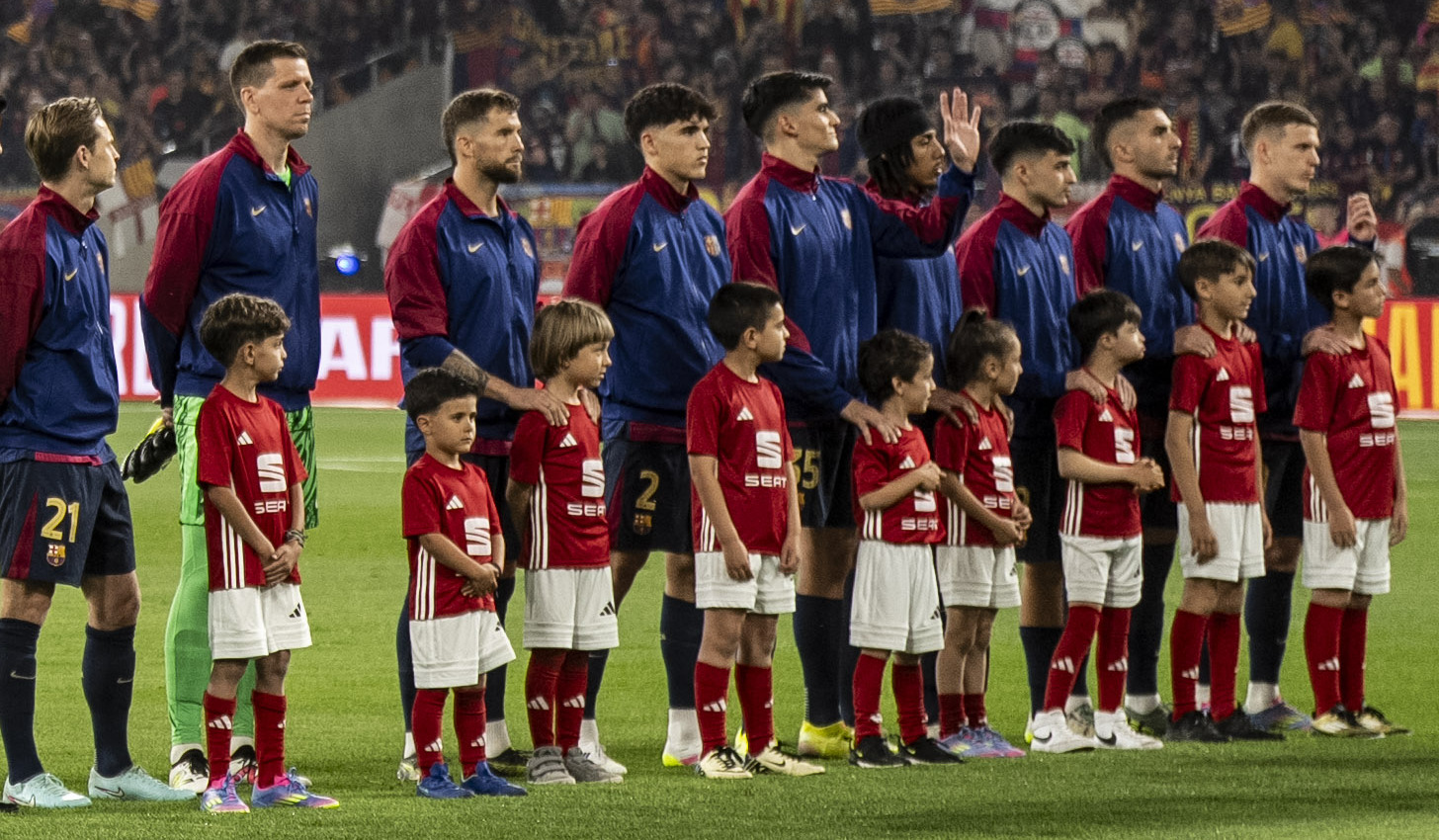
Szczęsny (secondo da sinistra) schierato in campo con il Barcellona prima della finale di Coppa del Re 2024-2025

Rimasto svincolato, il 27 agosto 2024 Szczęsny annuncia inizialmente il proprio ritiro dal calcio giocato, salvo tornare sui propri passi nelle settimane seguenti ed essere ingaggiato, il 2 ottobre dello stesso anno, dal Barcellona per sostituire l'infortunato Marc-André ter Stegen, costretto a restare lontano dai campi fino a fine stagione.
Esordisce in blaugrana il 4 gennaio 2025 in occasione della trasferta valevole per i sedicesimi di finale della Coppa del Re, vinta per 4-0 contro il Barbastro e mantenendo così la porta inviolata. La settimana seguente vince il suo primo trofeo con i blaugrana, la Supercoppa spagnola, disputando la semifinale e la finale della competizione. Nel corso della stagione contribuisce ai successi dei catalani nelle restanti competizioni nazionali, la Coppa del Re e la Liga, oltre al raggiungimento delle semifinali di UEFA Champions League.

### Nazionale

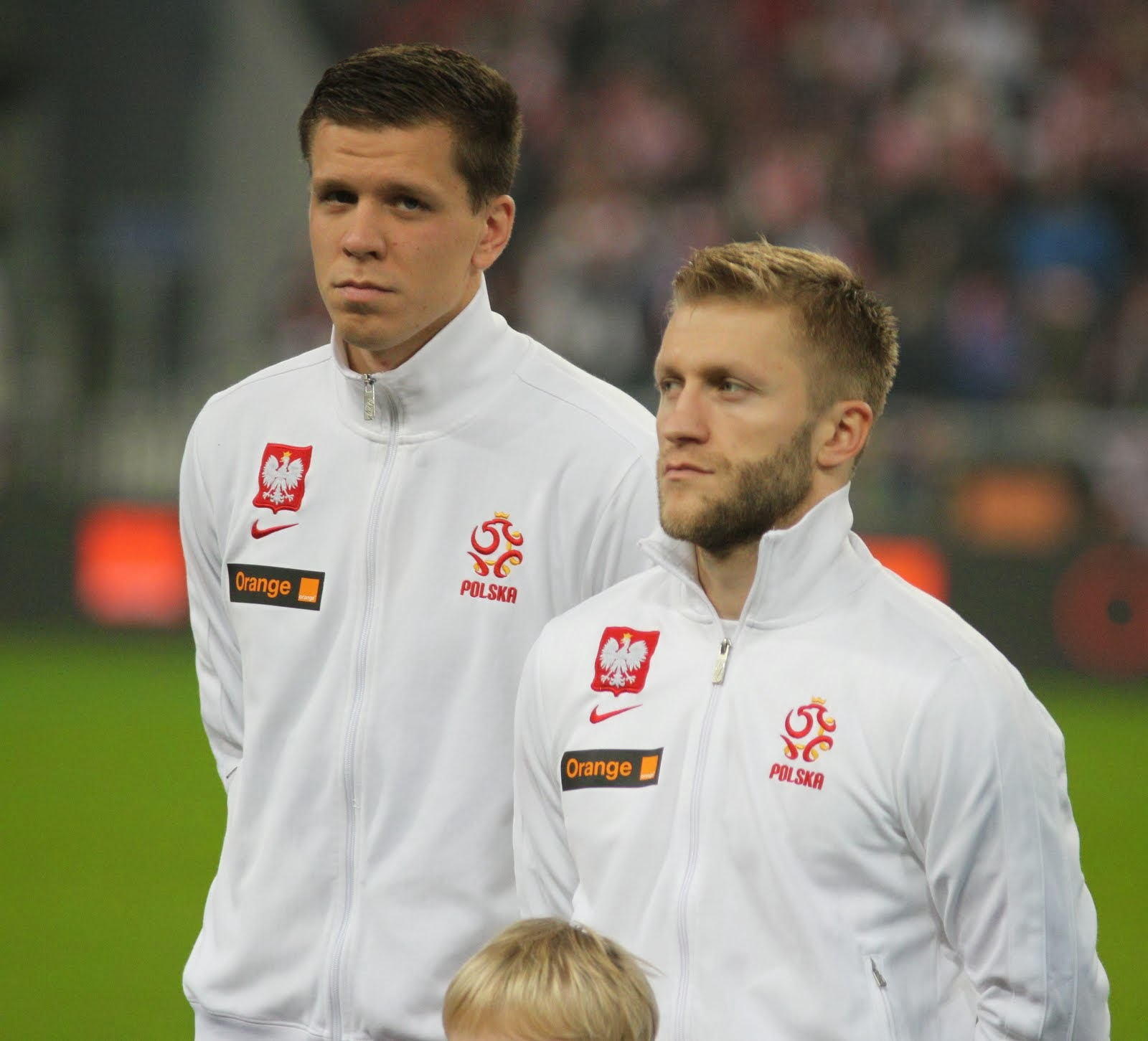
Szczęsny (a sinistra) con Jakub Błaszczykowski in nazionale nel 2013

Viene scelto come portiere titolare per le prime partite di qualificazione all'europeo Under-21 2011. Con la nazionale Under-21 disputa in totale 7 gare, subendo 12 reti e mantenendo la porta inviolata in 2 occasioni. Con la nazionale maggiore esordisce nel 2009 in amichevole contro il Canada.
L'8 giugno 2012 esordisce al campionato d'Europa 2012, giocando da titolare la sfida inaugurale contro la Grecia, partita in cui viene espulso al 68' a seguito di un fallo con cui provoca un rigore, poi parato dal suo sostituto Przemysław Tytoń.
Negli anni seguenti viene convocato per il campionato d'Europa 2016 in Francia e per il campionato del mondo 2018 in Russia, nei quali la Polonia viene eliminata al primo turno, e per il campionato d'Europa 2020 dove, nella gara d'esordio persa 2-1 contro la Slovacchia, è suo malgrado il primo portiere a realizzare un'autorete nella fase finale del torneo continentale: il pallone, dopo aver sbattuto sul palo, gli rimbalza sulla nuca e rotola in porta.
Convocato dal commissario tecnico Czesław Michniewicz per disputare il campionato del mondo 2022 in Qatar, nella seconda partita della fase a gironi contribuisce alla vittoria per 2-0 della Polonia sull'Arabia Saudita parando il rigore calciato da Al-Dawsari. Nella terza partita del girone, persa per 2-0 contro l'Argentina, respinge anche un calcio di rigore a Lionel Messi; nonostante la sconfitta, la nazionale polacca riesce comunque a ottenere l'accesso agli ottavi di finale dove verrà eliminata dalla Francia, futura finalista della competizione.
Il 25 marzo 2024, durante i tiri di rigore dell'incontro di spareggio delle qualificazioni al campionato d'Europa 2024 contro il Galles, Szczęsny respinge il tentativo finale di Daniel James, consentendo alla Polonia di qualificarsi alla fase finale del torneo. Nell'estate del 2024, viene inserito nella lista dei convocati per la rassegna tedesca: la Polonia viene eliminata ai gironi, avendo ottenuto un solo punto nell'ultima partita contro la Francia, in cui peraltro Szczęsny non scende in campo.

## Statistiche

### Presenze e reti nei club
Statistiche aggiornate al 15 maggio 2025.
| Stagione          | Squadra           | Campionato        | Campionato | Campionato | Coppe nazionali | Coppe nazionali | Coppe nazionali | Coppe continentali | Coppe continentali | Coppe continentali | Altre coppe | Altre coppe | Altre coppe | Totale | Totale |
| Stagione          | Squadra           | Comp              | Pres       | Reti       | Comp            | Pres            | Reti            | Comp               | Pres               | Reti               | Comp        | Pres        | Reti        | Pres   | Reti   |
| ----------------- | ----------------- | ----------------- | ---------- | ---------- | --------------- | --------------- | --------------- | ------------------ | ------------------ | ------------------ | ----------- | ----------- | ----------- | ------ | ------ |
| 2008-2009         | Arsenal           | PL                | 0          | -0         | FACup+CdL       | 0+1             | -0-0            | UCL                | 0                  | -0                 | -           | -           | -           | 1      | -0     |
| 2009-2010         | Brentford         | FL1               | 28         | -29        | FACup+CdL       | 0+0             | -0-0            | -                  | -                  | -                  | FLT         | 0           | -0          | 28     | -29    |
| 2010-2011         | Arsenal           | PL                | 15         | -19        | FACup+CdL       | 2+5             | -2-3            | UCL                | 2                  | -1                 | -           | -           | -           | 24     | -25    |
| 2011-2012         | Arsenal           | PL                | 38         | -49        | FACup+CdL       | 1+0             | -0-0            | UCL                | 9                  | -8                 | -           | -           | -           | 48     | -57    |
| 2012-2013         | Arsenal           | PL                | 25         | -24        | FACup+CdL       | 4+1             | -5-1            | UCL                | 3                  | -5                 | -           | -           | -           | 33     | -35    |
| 2013-2014         | Arsenal           | PL                | 37         | -41        | FACup+CdL       | 0+0             | -0-0            | UCL                | 9                  | -5                 | -           | -           | -           | 46     | -46    |
| 2014-2015         | Arsenal           | PL                | 17         | -21        | FACup+CdL       | 5+0             | -4-0            | UCL                | 6                  | -6                 | CS          | 1           | -0          | 29     | -31    |
| Totale Arsenal    | Totale Arsenal    | Totale Arsenal    | 132        | -154       |                 | 19              | -15             |                    | 29                 | -25                |             | 1           | -0          | 181    | -194   |
| 2015-2016         | Roma              | A                 | 34         | -34        | CI              | 0               | -0              | UCL                | 8                  | -20                | -           | -           | -           | 42     | -54    |
| 2016-2017         | Roma              | A                 | 38         | -38        | CI              | 0               | -0              | UCL+UEL            | 1+0                | -3 + 0             | -           | -           | -           | 39     | -41    |
| Totale Roma       | Totale Roma       | Totale Roma       | 72         | -72        |                 | 0               | -0              |                    | 9                  | -23                |             | 0           | -0          | 81     | -95    |
| 2017-2018         | Juventus          | A                 | 17         | -9         | CI              | 2               | -0              | UCL                | 2                  | -1                 | SI          | 0           | -0          | 21     | -10    |
| 2018-2019         | Juventus          | A                 | 28         | -20        | CI              | 2               | -3              | UCL                | 10                 | -9                 | SI          | 1           | -0          | 41     | -32    |
| 2019-2020         | Juventus          | A                 | 29         | -33        | CI              | 0               | -0              | UCL                | 7                  | -6                 | SI          | 1           | -3          | 37     | -42    |
| 2020-2021         | Juventus          | A                 | 30         | -32        | CI              | 0               | -0              | UCL                | 7                  | -8                 | SI          | 1           | -0          | 38     | -40    |
| 2021-2022         | Juventus          | A                 | 33         | -29        | CI              | 0               | -0              | UCL                | 7                  | -10                | SI          | 0           | -0          | 40     | -39    |
| 2022-2023         | Juventus          | A                 | 28         | -26        | CI              | 0               | -0              | UCL+UEL            | 4+8                | -9 + -5            | -           | -           | -           | 40     | -40    |
| 2023-2024         | Juventus          | A                 | 35         | -30        | CI              | 0               | -0              | -                  | -                  | -                  | -           | -           | -           | 35     | -30    |
| Totale Juventus   | Totale Juventus   | Totale Juventus   | 200        | -181       |                 | 4               | -3              |                    | 45                 | -48                |             | 3           | -3          | 252    | -235   |
| ott. 2024-2025    | Barcellona        | PD                | 15         | -12        | CR              | 5               | -6              | UCL                | 8                  | -17                | SS          | 2           | -1          | 30     | -36    |
| 2025-2026         | Barcellona        | PD                | 0          | 0          | CR              | 0               | 0               | UCL                | 0                  | 0                  | SS          | 0           | 0           | 0      | 0      |
| Totale Barcellona | Totale Barcellona | Totale Barcellona | 15         | -12        |                 | 5               | -6              |                    | 8                  | -17                |             | 2           | -1          | 30     | -36    |
| Totale carriera   | Totale carriera   | Totale carriera   | 447        | -448       |                 | 28              | -24             |                    | 91                 | -113               |             | 6           | -4          | 572    | -589   |

### Cronologia presenze e reti in nazionale
| Cronologia completa delle presenze e delle reti in nazionale ― Polonia | Cronologia completa delle presenze e delle reti in nazionale ― Polonia | Cronologia completa delle presenze e delle reti in nazionale ― Polonia | Cronologia completa delle presenze e delle reti in nazionale ― Polonia | Cronologia completa delle presenze e delle reti in nazionale ― Polonia | Cronologia completa delle presenze e delle reti in nazionale ― Polonia | Cronologia completa delle presenze e delle reti in nazionale ― Polonia | Cronologia completa delle presenze e delle reti in nazionale ― Polonia |
| Data                                                                   | Città                                                                  | In casa                                                                | Risultato                                                              | Ospiti                                                                 | Competizione                                                           | Reti                                                                   | Note                                                                   |
| ---------------------------------------------------------------------- | ---------------------------------------------------------------------- | ---------------------------------------------------------------------- | ---------------------------------------------------------------------- | ---------------------------------------------------------------------- | ---------------------------------------------------------------------- | ---------------------------------------------------------------------- | ---------------------------------------------------------------------- |
| 18-11-2009                                                             | Bydgoszcz                                                              | Polonia                                                                | 1 – 0                                                                  | Canada                                                                 | Amichevole                                                             | -                                                                      | 46’                                                                    |
| 9-2-2011                                                               | Faro                                                                   | Polonia                                                                | 1 – 0                                                                  | Norvegia                                                               | Amichevole                                                             | -                                                                      |                                                                        |
| 5-6-2011                                                               | Varsavia                                                               | Polonia                                                                | 2 – 1                                                                  | Argentina                                                              | Amichevole                                                             | -1                                                                     |                                                                        |
| 9-6-2011                                                               | Danzica                                                                | Polonia                                                                | 0 – 1                                                                  | Francia                                                                | Amichevole                                                             | -1                                                                     |                                                                        |
| 10-8-2011                                                              | Lubin                                                                  | Polonia                                                                | 1 – 0                                                                  | Georgia                                                                | Amichevole                                                             | -                                                                      |                                                                        |
| 6-9-2011                                                               | Danzica                                                                | Polonia                                                                | 2 – 2                                                                  | Germania                                                               | Amichevole                                                             | -2                                                                     |                                                                        |
| 11-11-2011                                                             | Breslavia                                                              | Polonia                                                                | 0 – 2                                                                  | Italia                                                                 | Amichevole                                                             | -2                                                                     |                                                                        |
| 29-2-2012                                                              | Varsavia                                                               | Polonia                                                                | 0 – 0                                                                  | Portogallo                                                             | Amichevole                                                             | -                                                                      |                                                                        |
| 26-5-2012                                                              | Varsavia                                                               | Polonia                                                                | 1 – 0                                                                  | Slovacchia                                                             | Amichevole                                                             | -                                                                      |                                                                        |
| 2-6-2012                                                               | Varsavia                                                               | Polonia                                                                | 4 – 0                                                                  | Andorra                                                                | Amichevole                                                             | -                                                                      |                                                                        |
| 8-6-2012                                                               | Varsavia                                                               | Polonia                                                                | 1 – 1                                                                  | Grecia                                                                 | Euro 2012 - 1º turno                                                   | -1                                                                     | 69’                                                                    |
| 15-8-2012                                                              | Tallinn                                                                | Estonia                                                                | 1 – 0                                                                  | Polonia                                                                | Amichevole                                                             | -1                                                                     |                                                                        |
| 6-2-2013                                                               | Dublino                                                                | Irlanda                                                                | 0 – 2                                                                  | Polonia                                                                | Amichevole                                                             | -1                                                                     | 46’                                                                    |
| 14-8-2013                                                              | Danzica                                                                | Polonia                                                                | 3 – 2                                                                  | Danimarca                                                              | Amichevole                                                             | -2                                                                     | 46’                                                                    |
| 15-10-2013                                                             | Londra                                                                 | Inghilterra                                                            | 2 – 0                                                                  | Polonia                                                                | Qual. Euro 2016                                                        | -2                                                                     |                                                                        |
| 19-11-2013                                                             | Poznań                                                                 | Polonia                                                                | 0 – 0                                                                  | Irlanda                                                                | Amichevole                                                             | -                                                                      |                                                                        |
| 5-3-2014                                                               | Varsavia                                                               | Polonia                                                                | 0 – 1                                                                  | Scozia                                                                 | Amichevole                                                             | -1                                                                     |                                                                        |
| 6-6-2014                                                               | Danzica                                                                | Polonia                                                                | 2 – 1                                                                  | Lituania                                                               | Amichevole                                                             | -                                                                      | 46’                                                                    |
| 7-9-2014                                                               | Faro                                                                   | Gibilterra                                                             | 0 – 7                                                                  | Polonia                                                                | Qual. Euro 2016                                                        | -                                                                      |                                                                        |
| 11-10-2014                                                             | Varsavia                                                               | Polonia                                                                | 2 – 0                                                                  | Germania                                                               | Qual. Euro 2016                                                        | -                                                                      |                                                                        |
| 14-10-2014                                                             | Varsavia                                                               | Polonia                                                                | 2 – 2                                                                  | Scozia                                                                 | Qual. Euro 2016                                                        | -2                                                                     |                                                                        |
| 14-11-2014                                                             | Tbilisi                                                                | Georgia                                                                | 0 – 4                                                                  | Polonia                                                                | Qual. Euro 2016                                                        | -                                                                      |                                                                        |
| 16-6-2015                                                              | Danzica                                                                | Polonia                                                                | 0 – 0                                                                  | Grecia                                                                 | Amichevole                                                             | -                                                                      | 46’                                                                    |
| 13-11-2015                                                             | Varsavia                                                               | Polonia                                                                | 4 – 2                                                                  | Islanda                                                                | Amichevole                                                             | -2                                                                     |                                                                        |
| 23-3-2016                                                              | Poznań                                                                 | Polonia                                                                | 1 – 0                                                                  | Serbia                                                                 | Amichevole                                                             | -                                                                      |                                                                        |
| 1-6-2016                                                               | Danzica                                                                | Polonia                                                                | 1 – 2                                                                  | Paesi Bassi                                                            | Amichevole                                                             | -2                                                                     |                                                                        |
| 12-6-2016                                                              | Nizza                                                                  | Polonia                                                                | 1 – 0                                                                  | Irlanda del Nord                                                       | Euro 2016 - 1º turno                                                   | -                                                                      |                                                                        |
| 14-11-2016                                                             | Breslavia                                                              | Polonia                                                                | 1 – 1                                                                  | Slovenia                                                               | Amichevole                                                             | -                                                                      |                                                                        |
| 10-6-2017                                                              | Varsavia                                                               | Polonia                                                                | 3 – 1                                                                  | Romania                                                                | Qual. Mondiali 2018                                                    | -1                                                                     |                                                                        |
| 5-10-2017                                                              | Erevan                                                                 | Armenia                                                                | 1 – 6                                                                  | Polonia                                                                | Qual. Mondiali 2018                                                    | -1                                                                     |                                                                        |
| 8-10-2017                                                              | Varsavia                                                               | Polonia                                                                | 4 – 2                                                                  | Montenegro                                                             | Qual. Mondiali 2018                                                    | -2                                                                     |                                                                        |
| 13-11-2017                                                             | Danzica                                                                | Polonia                                                                | 0 – 1                                                                  | Messico                                                                | Amichevole                                                             | -1                                                                     | Cap.                                                                   |
| 27-3-2018                                                              | Varsavia                                                               | Polonia                                                                | 3 – 2                                                                  | Corea del Sud                                                          | Amichevole                                                             | -                                                                      | 46’                                                                    |
| 8-6-2018                                                               | Poznań                                                                 | Polonia                                                                | 2 – 2                                                                  | Cile                                                                   | Amichevole                                                             | -1                                                                     | 46’                                                                    |
| 12-6-2018                                                              | Varsavia                                                               | Polonia                                                                | 4 – 0                                                                  | Lituania                                                               | Amichevole                                                             | -                                                                      | 46’                                                                    |
| 19-6-2018                                                              | Mosca                                                                  | Polonia                                                                | 1 – 2                                                                  | Senegal                                                                | Mondiali 2018 - 1º turno                                               | -2                                                                     |                                                                        |
| 24-6-2018                                                              | Kazan'                                                                 | Polonia                                                                | 0 – 3                                                                  | Colombia                                                               | Mondiali 2018 - 1º turno                                               | -3                                                                     |                                                                        |
| 11-9-2018                                                              | Breslavia                                                              | Polonia                                                                | 1 – 1                                                                  | Irlanda                                                                | Amichevole                                                             | -1                                                                     |                                                                        |
| 14-10-2018                                                             | Chorzów                                                                | Polonia                                                                | 0 – 1                                                                  | Italia                                                                 | UEFA Nations League 2018-2019 - 1º turno                               | -1                                                                     |                                                                        |
| 20-11-2018                                                             | Guimaraes                                                              | Portogallo                                                             | 1 – 1                                                                  | Polonia                                                                | UEFA Nations League 2018-2019 - 1º turno                               | -1                                                                     |                                                                        |
| 21-3-2019                                                              | Vienna                                                                 | Austria                                                                | 0 – 1                                                                  | Polonia                                                                | Qual. Euro 2020                                                        | -                                                                      |                                                                        |
| 24-3-2019                                                              | Varsavia                                                               | Polonia                                                                | 2 – 0                                                                  | Lettonia                                                               | Qual. Euro 2020                                                        | -                                                                      |                                                                        |
| 10-10-2019                                                             | Riga                                                                   | Lettonia                                                               | 0 – 3                                                                  | Polonia                                                                | Qual. Euro 2020                                                        | -                                                                      |                                                                        |
| 13-10-2019                                                             | Varsavia                                                               | Polonia                                                                | 2 – 0                                                                  | Macedonia del Nord                                                     | Qual. Euro 2020                                                        | -                                                                      |                                                                        |
| 16-11-2019                                                             | Gerusalemme                                                            | Israele                                                                | 1 – 2                                                                  | Polonia                                                                | Qual. Euro 2020                                                        | -1                                                                     |                                                                        |
| 19-11-2019                                                             | Varsavia                                                               | Polonia                                                                | 3 – 2                                                                  | Slovenia                                                               | Qual. Euro 2020                                                        | -2                                                                     |                                                                        |
| 4-9-2020                                                               | Amsterdam                                                              | Paesi Bassi                                                            | 1 – 0                                                                  | Polonia                                                                | UEFA Nations League 2020-2021 - 1º turno                               | -1                                                                     |                                                                        |
| 14-10-2020                                                             | Breslavia                                                              | Polonia                                                                | 3 – 0                                                                  | Bosnia ed Erzegovina                                                   | UEFA Nations League 2020-2021 - 1º turno                               | -                                                                      |                                                                        |
| 15-11-2020                                                             | Reggio Emilia                                                          | Italia                                                                 | 2 – 0                                                                  | Polonia                                                                | UEFA Nations League 2020-2021 - 1º turno                               | -2                                                                     |                                                                        |
| 25-3-2021                                                              | Budapest                                                               | Ungheria                                                               | 3 – 3                                                                  | Polonia                                                                | Qual. Mondiali 2022                                                    | -3                                                                     |                                                                        |
| 28-3-2021                                                              | Varsavia                                                               | Polonia                                                                | 3 – 0                                                                  | Andorra                                                                | Qual. Mondiali 2022                                                    | -                                                                      |                                                                        |
| 31-3-2021                                                              | Londra                                                                 | Inghilterra                                                            | 2 – 1                                                                  | Polonia                                                                | Qual. Mondiali 2022                                                    | -2                                                                     |                                                                        |
| 8-6-2021                                                               | Poznań                                                                 | Polonia                                                                | 2 – 2                                                                  | Islanda                                                                | Amichevole                                                             | -2                                                                     |                                                                        |
| 14-6-2021                                                              | San Pietroburgo                                                        | Polonia                                                                | 1 – 2                                                                  | Slovacchia                                                             | Euro 2020 - 1º turno                                                   | -2                                                                     |                                                                        |
| 19-6-2021                                                              | Siviglia                                                               | Spagna                                                                 | 1 – 1                                                                  | Polonia                                                                | Euro 2020 - 1º turno                                                   | -1                                                                     |                                                                        |
| 23-6-2021                                                              | San Pietroburgo                                                        | Svezia                                                                 | 3 – 2                                                                  | Polonia                                                                | Euro 2020 - 1º turno                                                   | -3                                                                     |                                                                        |
| 2-9-2021                                                               | Varsavia                                                               | Polonia                                                                | 4 – 1                                                                  | Albania                                                                | Qual. Mondiali 2022                                                    | -1                                                                     |                                                                        |
| 5-9-2021                                                               | Serravalle                                                             | San Marino                                                             | 1 – 7                                                                  | Polonia                                                                | Qual. Mondiali 2022                                                    | -                                                                      | 46’                                                                    |
| 8-9-2021                                                               | Varsavia                                                               | Polonia                                                                | 1 – 1                                                                  | Inghilterra                                                            | Qual. Mondiali 2022                                                    | -1                                                                     |                                                                        |
| 12-10-2021                                                             | Tirana                                                                 | Albania                                                                | 0 – 1                                                                  | Polonia                                                                | Qual. Mondiali 2022                                                    | -                                                                      |                                                                        |
| 12-11-2021                                                             | Andorra la Vella                                                       | Andorra                                                                | 1 – 4                                                                  | Polonia                                                                | Qual. Mondiali 2022                                                    | -1                                                                     |                                                                        |
| 15-11-2021                                                             | Varsavia                                                               | Polonia                                                                | 1 – 2                                                                  | Ungheria                                                               | Qual. Mondiali 2022                                                    | -2                                                                     | Cap.                                                                   |
| 29-3-2022                                                              | Chorzów                                                                | Polonia                                                                | 2 – 0                                                                  | Svezia                                                                 | Qual. Mondiali 2022                                                    | -                                                                      |                                                                        |
| 14-6-2022                                                              | Varsavia                                                               | Polonia                                                                | 0 – 1                                                                  | Belgio                                                                 | UEFA Nations League 2022-2023 - 1º turno                               | -1                                                                     |                                                                        |
| 22-9-2022                                                              | Varsavia                                                               | Polonia                                                                | 0 – 2                                                                  | Paesi Bassi                                                            | UEFA Nations League 2022-2023 - 1º turno                               | -2                                                                     | 85’                                                                    |
| 25-9-2022                                                              | Cardiff                                                                | Galles                                                                 | 0 – 1                                                                  | Polonia                                                                | UEFA Nations League 2022-2023 - 1º turno                               | -                                                                      |                                                                        |
| 22-11-2022                                                             | Doha                                                                   | Messico                                                                | 0 – 0                                                                  | Polonia                                                                | Mondiali 2022 - 1º turno                                               | -                                                                      |                                                                        |
| 26-11-2022                                                             | Al Rayyan                                                              | Polonia                                                                | 2 – 0                                                                  | Arabia Saudita                                                         | Mondiali 2022 - 1º turno                                               | -                                                                      |                                                                        |
| 30-11-2022                                                             | Doha                                                                   | Polonia                                                                | 0 – 2                                                                  | Argentina                                                              | Mondiali 2022 - 1º turno                                               | -2                                                                     |                                                                        |
| 4-12-2022                                                              | Doha                                                                   | Francia                                                                | 3 – 1                                                                  | Polonia                                                                | Mondiali 2022 - Ottavi di finale                                       | -3                                                                     |                                                                        |
| 24-3-2023                                                              | Praga                                                                  | Rep. Ceca                                                              | 3 – 1                                                                  | Polonia                                                                | Qual. Euro 2024                                                        | -3                                                                     |                                                                        |
| 27-3-2023                                                              | Varsavia                                                               | Polonia                                                                | 1 – 0                                                                  | Albania                                                                | Qual. Euro 2024                                                        | -                                                                      |                                                                        |
| 16-6-2023                                                              | Varsavia                                                               | Polonia                                                                | 1 – 0                                                                  | Germania                                                               | Amichevole                                                             | -                                                                      |                                                                        |
| 20-6-2023                                                              | Chișinău                                                               | Moldavia                                                               | 3 – 2                                                                  | Polonia                                                                | Qual. Euro 2024                                                        | -3                                                                     |                                                                        |
| 7-9-2023                                                               | Varsavia                                                               | Polonia                                                                | 2 – 0                                                                  | Fær Øer                                                                | Qual. Euro 2024                                                        | -                                                                      |                                                                        |
| 10-9-2023                                                              | Tirana                                                                 | Albania                                                                | 2 – 0                                                                  | Polonia                                                                | Qual. Euro 2024                                                        | -2                                                                     |                                                                        |
| 12-10-2023                                                             | Tórshavn                                                               | Fær Øer                                                                | 0 – 2                                                                  | Polonia                                                                | Qual. Euro 2024                                                        | -                                                                      |                                                                        |
| 15-10-2023                                                             | Varsavia                                                               | Polonia                                                                | 1 – 1                                                                  | Moldavia                                                               | Qual. Euro 2024                                                        | -1                                                                     |                                                                        |
| 17-11-2023                                                             | Varsavia                                                               | Polonia                                                                | 1 – 1                                                                  | Rep. Ceca                                                              | Qual. Euro 2024                                                        | -1                                                                     |                                                                        |
| 21-3-2024                                                              | Varsavia                                                               | Polonia                                                                | 5 – 1                                                                  | Estonia                                                                | Qual. Euro 2024                                                        | -1                                                                     |                                                                        |
| 26-3-2024                                                              | Cardiff                                                                | Galles                                                                 | 0 – 0 dts (4 – 5 dtr)                                                  | Polonia                                                                | Qual. Euro 2024                                                        | -                                                                      |                                                                        |
| 10-6-2024                                                              | Varsavia                                                               | Polonia                                                                | 2 – 1                                                                  | Turchia                                                                | Amichevole                                                             | -1                                                                     |                                                                        |
| 16-6-2024                                                              | Amburgo                                                                | Polonia                                                                | 1 – 2                                                                  | Paesi Bassi                                                            | Euro 2024 - 1º turno                                                   | -2                                                                     |                                                                        |
| 21-6-2024                                                              | Berlino                                                                | Polonia                                                                | 1 – 3                                                                  | Austria                                                                | Euro 2024 - 1º turno                                                   | -3                                                                     | 77’                                                                    |
| Totale                                                                 |                                                                        | Presenze                                                               | 84                                                                     |                                                                        | Reti                                                                   | -83                                                                    |                                                                        |

| Cronologia completa delle presenze e delle reti in nazionale ― Polonia under 21 | Cronologia completa delle presenze e delle reti in nazionale ― Polonia under 21 | Cronologia completa delle presenze e delle reti in nazionale ― Polonia under 21 | Cronologia completa delle presenze e delle reti in nazionale ― Polonia under 21 | Cronologia completa delle presenze e delle reti in nazionale ― Polonia under 21 | Cronologia completa delle presenze e delle reti in nazionale ― Polonia under 21 | Cronologia completa delle presenze e delle reti in nazionale ― Polonia under 21 | Cronologia completa delle presenze e delle reti in nazionale ― Polonia under 21 |
| Data                                                                            | Città                                                                           | In casa                                                                         | Risultato                                                                       | Ospiti                                                                          | Competizione                                                                    | Reti                                                                            | Note                                                                            |
| ------------------------------------------------------------------------------- | ------------------------------------------------------------------------------- | ------------------------------------------------------------------------------- | ------------------------------------------------------------------------------- | ------------------------------------------------------------------------------- | ------------------------------------------------------------------------------- | ------------------------------------------------------------------------------- | ------------------------------------------------------------------------------- |
| 5-6-2009                                                                        | Malmö                                                                           | Svezia under 21                                                                 | 2 – 1                                                                           | Polonia under 21                                                                | Amichevole                                                                      | -1                                                                              | 46’                                                                             |
| 9-6-2009                                                                        | Pruszków                                                                        | Polonia under 21                                                                | 2 – 0                                                                           | Liechtenstein under 21                                                          | Qual. Europeo Under-21 2011                                                     | -                                                                               |                                                                                 |
| 12-8-2009                                                                       | -                                                                               | Francia under 21                                                                | 2 – 2                                                                           | Polonia under 21                                                                | Amichevole                                                                      | -2                                                                              |                                                                                 |
| 4-9-2009                                                                        | Oviedo                                                                          | Spagna under 21                                                                 | 2 – 0                                                                           | Polonia under 21                                                                | Qual. Europeo Under-21 2011                                                     | -2                                                                              |                                                                                 |
| 8-9-2009                                                                        | Grodzisk Wielkopolski                                                           | Polonia under 21                                                                | 2 – 1                                                                           | Finlandia under 21                                                              | Qual. Europeo Under-21 2011                                                     | -1                                                                              |                                                                                 |
| 9-10-2009                                                                       | Eschen                                                                          | Liechtenstein under 21                                                          | 0 – 5                                                                           | Polonia under 21                                                                | Qual. Europeo Under-21 2011                                                     | -                                                                               |                                                                                 |
| 13-10-2009                                                                      | Kielce                                                                          | Polonia under 21                                                                | 0 – 4                                                                           | Paesi Bassi under 21                                                            | Qual. Europeo Under-21 2011                                                     | -4                                                                              |                                                                                 |
| 3-3-2010                                                                        | Doetinchem                                                                      | Paesi Bassi under 21                                                            | 3 – 2                                                                           | Polonia under 21                                                                | Qual. Europeo Under-21 2011                                                     | -3                                                                              |                                                                                 |
| Totale                                                                          |                                                                                 | Presenze                                                                        | 8                                                                               |                                                                                 | Reti                                                                            | -13                                                                             |                                                                                 |

## Palmarès

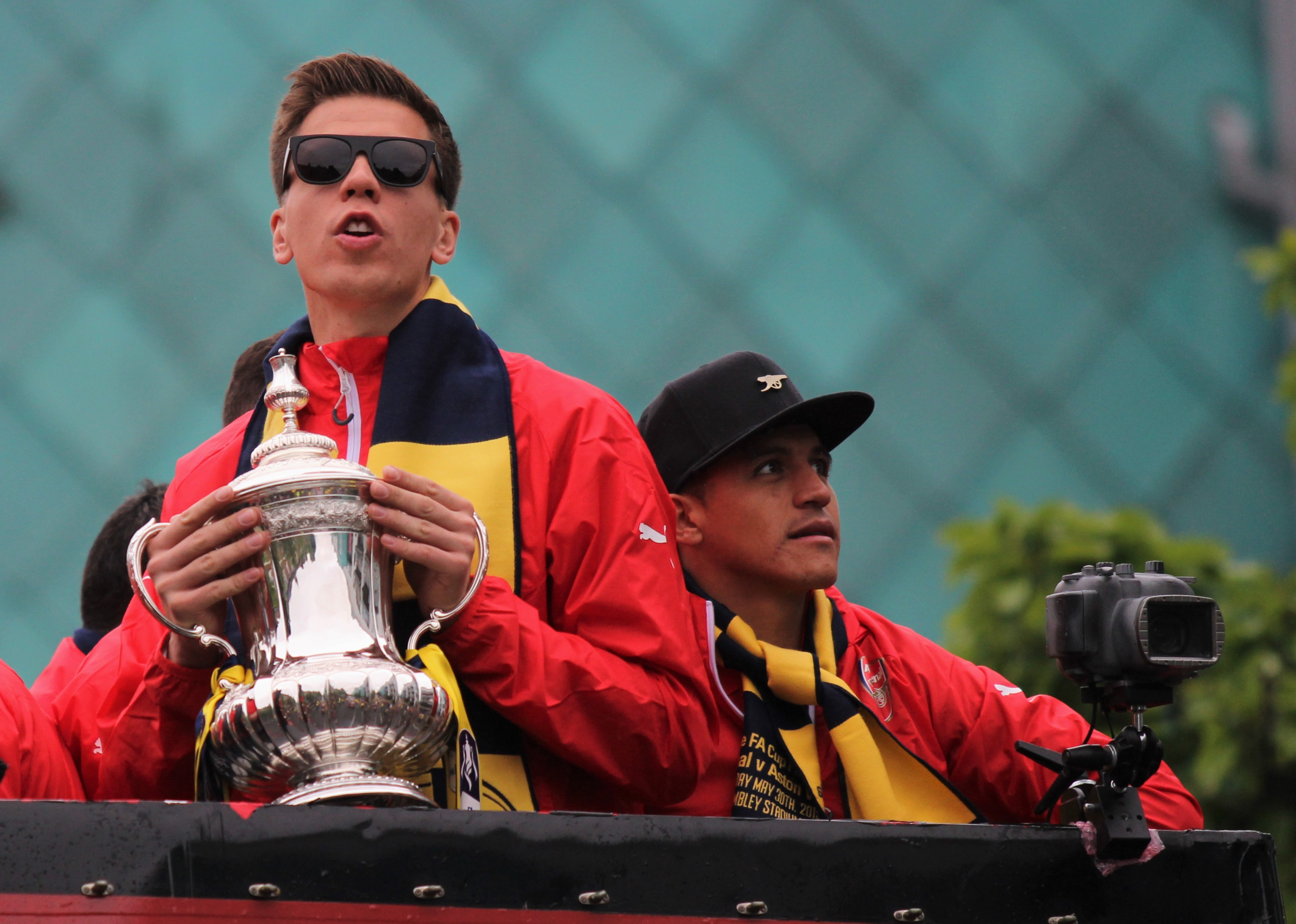
Szczęsny (in primo piano) e Alexis Sánchez festeggiano in parata la vittoria dell'Arsenal nella FA Cup 2014-2015

### Club
- Coppa d'Inghilterra: 2

Arsenal: 2013-2014, 2014-2015
- Community Shield: 1

Arsenal: 2014
- Campionato italiano: 3

Juventus: 2017-2018, 2018-2019, 2019-2020
- Coppa Italia: 3

Juventus: 2017-2018, 2020-2021, 2023-2024
- Supercoppa italiana: 2

Juventus: 2018, 2020
- Supercoppa di Spagna: 1

Barcellona: 2025
- Coppa di Spagna: 1

Barcellona: 2024-2025
- Campionato spagnolo: 1

Barcellona: 2024-2025

### Individuale
- Miglior portiere del Campionato inglese: 1

2013-2014
- Miglior portiere del Campionato italiano: 1

2019-2020